# Mouw
Een mouw is een onderdeel van een kledingstuk. Een mouw wordt gebruikt om de armen geheel of gedeeltelijk te bedekken.
De ouderdom van de mouw is onbekend. Mouwen bestonden echter reeds bij de Egyptenaren, ook de Chinezen kenden de mouw reeds in de 3e eeuw v. Christus. Een precieze ouderdom is moeilijk te geven, omdat kledij slechts zelden wordt teruggevonden bij archeologische opgravingen.
Een mouw is geen noodzakelijk onderdeel aan een kledingstuk. De Egyptenaren, Grieken en Romeinen maakten hun kleding onder andere door grote rechthoekige lappen stof te nemen en deze te draperen, eventueel deze vast te steken met (sier)spelden. Ruime mouwen werden vroeger, en nu in streken waar deze mouwen nog gebruikelijk zijn, gebruikt om dingen in op te bergen.
Door de eeuwen heen zijn er verschillende soorten mouwen ontstaan, deze zijn te categoriseren aan de hand van de schouderinzetting of waar de vloeite van de mouw vandaan komt.

## Technische Aspecten

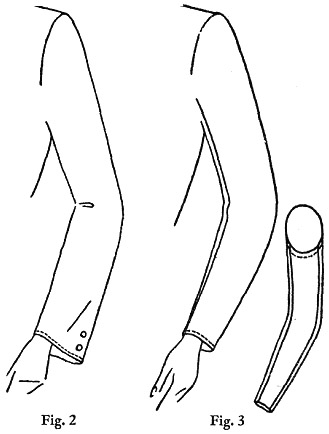
rechte mouw

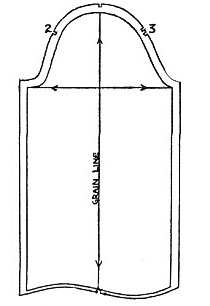
rechte mouw-patroon

De basismouw is een rechte mouw, deze is nog terug te vinden in jas-, en T-shirtmouwen. Kenmerkend voor deze mouw is het eenvoudige patroon dat weinig rekening houdt met beweging van de armen. Vervorming van de mouw door beweging van de armen wordt gecompenseerd doordat de mouw, dankzij een brede polsopening , omhoog kan schuiven over de arm.
Door een inkeping te maken, ofwel horizontaal ter hoogte van de elleboog, ofwel verticaal van de pols tot de elleboog kan een aanpassede mouw die niet rimpelt wanneer de arm bewogen wordt gemaakt worden. 

## Soorten mouwen
aangeknipte mouwEen mouw die aan het lijf van kledingstuk in één stuk meegeknipt wordt.
epaulettenmouwEen mouw waarbij in het schouderstuk epauletten verwerkt zijn.
geplooide kopmouwingezette mouw met ronde mouwkop (uit de jaren 40).
kapmouwDe kapmouw is een zeer korte mouw die aan de binnenkant van de arm slechts amper voorbij het schoudergat komt.
kimonomouwOver het algemeen een aangeknipte mouw
overhemdsmouw
pagodemouw
pofmouwDe pofmouw voorziet in bewegingsvrijheid van de arm door de bovenarm langs alle kanten van de arm extra ruimte te geven. Pofmouwen zijn meestal korte mouwen en worden vooral gebruikt in kleding van jonge kinderen.
raglanmouwDe raglanmouw is een mouw met een typische schouderinzetting. De schoudernaad loopt over de borstkas tot aan de halslijn, waardoor de arm ter hoogte van de schouder erg veel bewegingsvrijheid krijgt. Deze mouw vindt men vaak terug in sportkledij, maar ook in T-shirts waarbij de armen een andere kleur hebben dan het lijfje van het T-shirt.
schapenboutmouwDe schapenboutmouw is een strengere versie van de pofmouw, er wordt in extra ruimte voorzien bovenaan de schouder in plaats van over de gehele bovenarm, de lengte van de mouw is meestal tot voorbij de elleboog of volledig. Een typisch voorbeeld van de schapenboutmouw is de kledij van een strenge gouvernante. Een ruimere versie van de schapenboutmouw, waarbij de 'bout' van de mouw verder uitstrekt dan de schouder zelf is terug te vinden in Friese klederdracht van de late 19e eeuw.
tailleursmouw
vlindermouw of vleermuismouwEen mouw met een grote armopening aan de schouder. Ze doet denken aan een jaren 1980 figuur. Het kan een aangeknipte mouw zijn, of apart aangezet worden.
trompetmouwde tweede variant is een nauwe mouw die uitwaaiert na de manchet, deze vorm doet oud aan en wordt ook wel teruggevonden in gothic kledij.